# Ałmaty-2
Ałmaty-2 (kaz. Алматы-2) – stacja kolejowa w Ałmaty, w Kazachstanie. Znajduje się przy prospekcie Abyłaj-chana 1. 
Zbudowana została w 1939 roku, odnowiona w 1977. Głównym elementem elewacji jest centralny portal z łukowatym wejściem i kolumnadą. W holu dworca znajduje się kiosk, apteka, sklep z pamiątkami, poczta oraz biuro informacji. We wschodniej hali znajdują się kasy biletowe przeznaczone do przedsprzedaży biletów, restauracja, poczekalnia. W hali zachodniej znajdują się kasy biletowe z biletami kupowanymi w dniu wyjazdu, przechowalnia bagażu. Stacja "Ałmaty-2" obsługuje dziennie latem ok. 3,5-4 tysięcy pasażerów, w zimie ok. 2,5-3 tys.